# Roberta (film 1935)
Roberta è un film del 1935 diretto da William A. Seiter. Fu la terza volta che la coppia Astaire-Rogers apparve insieme sullo schermo.
Il film, una commedia musicale, si basa su Roberta, il musical omonimo del 1933 di Jerome Kern che, a sua volta, prendeva spunto da Gowns by Roberta, romanzo di Alice Duer Miller.
Grande successo di Broadway, il musical era andato in scena al New Amsterdam Theatre interpretato da Bob Hope, George Murphy, Fred MacMurray, Sydney Greenstreet ed Allan Jones, restando in cartellone, dal 18 novembre 1933 al 21 luglio 1934, per un totale di 295 recite.
Il film ottenne una candidatura all'Oscar 1936 per la miglior canzone originale, Lovely to Look at, musica di Jerome Kern testo di Dorothy Fields e Jimmy McHugh.
Nel 1952, la MGM comperò dalla RKO i diritti di Roberta per farne nel 1957 un remake a colori dal titolo italiano Modelle di lusso (titolo originale, Lovely to Look at), registi Mervyn LeRoy e, non accreditato, Vincente Minnelli.

## Trama
John Kent, un giocatore di football, si reca a Parigi insieme all'amico Huck Haines e alla sua band musicale, gli Wabash Indianians. Ma l'uomo che li ha ingaggiati, Alexander Voyda, rifiuta di far suonare la band quando scopre che questa non è formata da indiani, come lui aveva erroneamente creduto fossero.
John, allora,  si reca da sua zia Minnie, la sola persona a Parigi che conosca, proprietaria di Roberta, una casa di moda.

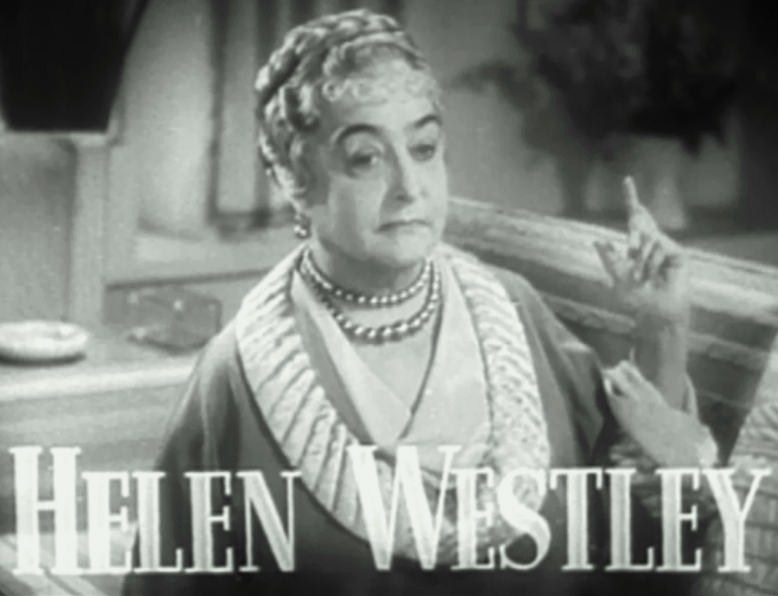
Helen Westley, Zia Minnie

Lì, John incontra Stephanie, capo assistente di zia Minnie e, segretamente, autrice dei modelli della casa.
Anche Huck incontra una ragazza, la contessa Scharweknka, che in realtà lui conosce molto bene, essendo la sua vecchia fidanzatina Lizzie Gatz.
Zia Minnie muore improvvisamente senza lasciare un testamento e la casa di moda e il negozio passano in eredità a John. Non sapendo che pesci pigliare, visto che non capisce niente di sartoria e di moda, John chiede a Stephanie di diventare sua socia.
Una cosa che lo irrita, però, sono le attenzioni che Ladislao, un principe russo, riserva alla giovane donna alla quale sembra particolarmente interessato.
Intanto a Parigi arriva anche Sophie, l'ex fidanzata di John, che ritorna da lui per aver sentito della fortuna che gli è capitata. Ma Huck le gioca uno scherzo per metterla in cattiva luce presso l'amico: quando Sophie si reca al negozio e vuole scegliere uno degli abiti, Huck gliene consiglia uno che sa essere ritenuto da John come molto volgare. Infatti, quando Sophie gli si presenta con quel vestito, va a finire che i due litighino e si lascino definitivamente.
John rimprovera anche Stephanie per aver venduta all'altra quel brutto vestito e Stephanie si risente dell'atteggiamento dell'uomo. Sbatte la porta e se ne va.
Bisogna però preparare il programma di una sfilata: se ne prende carico Huck, senza grande successo. Per fortuna, Stephanie, preoccupata per il buon nome della casa, ritorna e firma i modelli che verranno presentati.
Lo show di Roberta è un trionfo, anche per la partecipazione della band, di Huck e della contessa. 
John crede erroneamente che Stephanie e Ladislao si siano sposati. Fa allora alla ragazza le sue congratulazioni per essere diventata una principessa. Ma Stephanie gli rivela che Ladislao è suo cugino e che lei è principessa fin dalla nascita.
I due innamorati finalmente sono riuniti e anche Huck e Lizzie decidono di sposarsi.

## Produzione
Budget stimato di 610.000 dollari per questa produzione della RKO la cui riprese durarono dal 26 novembre 1934 al 21 gennaio 1935. In seguito, la rivista Liberty riportò in un articolo che per il film vennero spesi circa 750.000 dollari, due terzi per il pagamento dei ruoli principali, un terzo per i costi di produzione, inclusi gli abiti di Bernard Newman che costarono 250.000 dollari.
Le coreografie furono curate da Fred Astaire e Hermes Pan che, con Roberta, ottenne per la prima volta di avere il suo nome nei titoli di un film.

## Distribuzione
Il copyright del film, richiesto dalla RKO Radio Pictures, Inc., fu registrato il 26 febbraio 1935 con il numero LP5363.
Il film, distribuito dalla RKO, fu un buon successo, guadagnando circa 750.000 dollari.

### Date di uscita
- USA	8 marzo 1935
- Francia	24 aprile 1935
- Danimarca	21 ottobre 1935
- Finlandia	26 gennaio 1936